# Matthias Buck
Matthias Buck (* 1961 in Sigmaringen; † 1. Mai 2023 in Halle (Saale)) war ein deutscher Bühnenautor, Kunstkritiker, Kurator und Kunsthistoriker.

## Leben
Buck verbrachte seine Kindheit im oberschwäbischen Mengen. Nach dem Abitur am Kolleg St. Blasien kehrte er in seine Geburtsstadt zurück.
Ab 1983 studierte er an der Ludwig-Maximilian-Universität in München Kunstgeschichte, Philosophie und Germanistik und war nebenher Mitarbeiter am Kunstraum München, einem Verein für zeitgenössische Kunst.
1987 wirkte er an der Vorbereitung der Ausstellung „Beuys zu Ehren“ an der Städtischen Galerie im Lenbachhaus in München mit und übernahm anschließend, zusammen mit dem Galeristen Christian Nagel, die kuratorische Leitung der Galerie Christoph Dürr in der Villa Stuck in München. Das Duo zeigte unter anderem Ausstellungen von Martin Kippenberger, Günther Förg, Joseph Kosuth, Jeff Koons und Dan Graham.
Anschließend nahm er sein Studium an der Philipps-Universität in Marburg wieder auf. An der Universität des Saarlandes in Saarbrücken wurde er 1997 über das Gesamtwerk von Max Beckmann promoviert.
Während dieser Zeit entstanden erste Theaterstücke, Bühnenbilder und Inszenierungen, eine Tätigkeit am Thalia-Theater in Halle (Saale) als Dramaturg und Künstlerischer Leiter schloss sich an. 2002 wurde Buck wissenschaftlicher Mitarbeiter am Institut für Medien- und Kommunikationswissenschaften an der Martin-Luther-Universität Halle-Wittenberg, ab 2007 war er dort Geschäftsleiter, ab 2010 geschäftsführender Referent im Dekanat der Philosophischen Fakultät II, ab 2013 zunächst Lehrbeauftragter, dann wissenschaftlicher Mitarbeiter am Institut für Kunstgeschichte. Dort forschte er zu Günther Förg, jenem Künstler, den er in frühen Jahren ausstellte. Im Rahmen dieser Forschungstätigkeit entstanden mehrere Bücher, von denen bisher zwei publiziert wurden.

## Werke

### Schriften
- Buck, Matthias/Nagel, Christian (Hg.): Martin Kippenberger. Anlehungsbedürfnis, München 1987.
- Buck, Matthias/Nagel, Christian (Hg.): Franz West & Heimo Zobernig, München 1987.
- Buck, Matthias/Nagel, Christian (Hg.): Der Reine Alltag, München 1987.
- Buck, Matthias/Nagel, Christian (Hg.): Günther Förg, Werkverzeichnis, München 1988.
- Buck, Matthias/Nagel, Christian (Hg.): Thomas Locher. Das Eine – Das Selbe – Das Gleiche, München 1988.
- Buck, Matthias: Der erneuerte Mythos, zu einigen Selbstbildnissen Max Beckmanns, in: Max Beckmann, Selbstbildnisse, Kat. Staatsgalerie München und Kunsthalle Hamburg, Stuttgart 1993.
- Buck, Matthias: Vom mythischen Erzählen. Max Beckmanns Triptychon Die Versuchung, in: Festschrift für Lorenz Dittmann, St. Ingbert 1993.
- Buck, Matthias: Max Beckmann und die gotischen Neger in der Hölle der Abstraktion, in: Max Beckmann, Kat. Städtische Galerie Albstadt, Albstadt 1994.
- Buck, Matthias: Odysseus, Theaterstück, Kiepenheuer Bühnenvertrieb, Berlin 1997.
- Buck, Matthias: Max Beckmann – Weltenbilder (Promotionsschrift), Höxter 1999.
- Buck, Matthias/Hartling, Florian: Autorschaft und Multimedia. Master of Arts Erprobungsstudiengang, in: Zentrum für Kulturforschung (Hg.), Kulturelle Bildung im Medienzeitalter. Projekte - Praxis - Perspektiven, Bonn 2003.
- Buck, Matthias/Hartling, Florian: Autorschaft & MultiMedia, Computer + Unterricht 55/2004, S. 60.
- Buck, Matthias: Die ungemalten Bilder. Medienbilder, die Ikonen des Realen, in: SPIEL: Siegener Periodicum zur Internationalen Empirischen Literaturwissenschaft, Kathrin Fahlenbrach (Hg.), Jg. 22 (2003), Heft 1.
- Buck, Matthias/Hartling, Florian/Lampe, Gerhard/Viehoff, Reinhold: MultiMedia und Autorschaft? Hintergründe, in: Hybride Dialoge? Kunstausbildung in der Medienkultur. BLK-Materialien zur Bildungsplanung und zur Forschungsförderung, Ute Vorkoeper (Hg.), Heft 125, 2005, S. 54-57. (auch unter http://www.blk-bonn.de/papers/heft125.pdf )
- Buck, Matthias/Hartling, Florian: Abschlussbericht. Autorschaft & MultiMedia (2002-2005), Projekt "Autorschaft unter den Bedingungen von Multimedia", in: Künste? Medien? Kompetenzen. Abschlussbericht zum BLK-Programm "Kulturelle Bildung im Medienzeitalter", Annette Brinkmann/Andreas J. Wiesand/Zentrum für Kulturforschung (Hg.), Bonn 2006.
- Buck, Matthias: Nam June Paik. Ein Nachruf, in: Rundfunk und Geschichte, 32. Jahrgang, Heft 3-4, 2006.
- Buck, Matthias: Ritual und Drama der Fernsehköche, in: Medienrituale. Rituelle Performanz in Film, Fernsehen und Neuen Medien, Ingrid Brück (Hg.), Wiesbaden 2008.
- Buck, Matthias/Hartling, Florian/Pfau, Sebastian (Hg.): Randgänge der Mediengeschichte. Wiesbaden 2009.
- Buck, Matthias: Günther Förg im Spiegelsaal, in: Günther Förg, Galerie Max Hetzler, Berlin 2017.
- Buck, Matthias: Günther Förg – Blinky Palermo, München 2022.
- Buck, Matthias: Günther Förg – Farbe, Maximilian Fleischer (Hg.), München 2025. (posthum)

### Regie und Bühnenbild
- Frederick, Dramatisierung nach Leo Leonnis gleichnamigem Bilderbuch, UA am Jungen Theater Überzwerg, Saarbrücken, 1993
- Veranda, Theaterstück, UA am Jungen Theater Überzwerg, Saarbrücken, 1994
- Algot Storm, Thalia Theater, Halle, 1996
- PoetrYCafE, Veranstaltungsreihe zu den Themen: Brecht, Nietzsche, Fußball, Thalia Theater Halle, 1997–1998
- Don Quichotte unter Bärtigen, Beitrag zu einem Autorenprojekt, UA am Thalia Theater Halle, Halle, 1999
- Till Eulenspiegel, Dramatisierung nach dem Volksbuch von Hermann Bote, UA am Thalia Theater Halle, Halle, 2001

### Vorträge
- Buck, Matthias/Hartling, Florian: "Autorschaft & MultiMedia"? Ein Masterstudiengang an der Universität Halle. Vortrag am 28.11.2003 auf der MULTIMEDIA 2003, Halle (Saale).
- Buck, Matthias/Hartling, Florian: Digitale Medien in Theorie und Anwendung. Vortrag am 30.11.2004 im Rahmen der Ringvorlesung "Medien- und Kommunikationswissenschaften", Institut für Medien- und Kommunikationswissenschaften, Universität Halle.
- Buck, Matthias: Selbstreferentialität in den Bildmedien von der Antike bis zur Gegenwart. Vortrag an der Christian-Albrechts-Universität. Kiel 2004.
- Buck, Matthias: Die digitalen Bildmedien im Journalismus. Vortrag Mitteldeutsche Zeitung. Halle 2007.
- Buck, Matthias: Stadt und Kommunikation. Vortrag Franckesche Stiftungen. Halle 2007.